# Eugenio Domingo
Eugenio Domingo Alavedra, más conocido como Eugenio Domingo (Barcelona, 17 de noviembre de 1934 - Madrid, 29 de julio de 1989) fue un actor español.

## Biografía
Nació en 1934 en Barcelona. Siendo hijo de Daniel Domingo y de Rosa Alavedra. En 1939, en Radio San Sebastián, dio sus primeros pasos de artista. En 1948 comienza realizando trabajos como actor de doblaje, en la película ¡Qué bello es vivir!. Este mismo año debuta como actor en la película El señor Esteve dirigida por Edgar Neville y en Hoy no pasamos lista dirigida por Raúl Alfonso. Inicia su carrera en el teatro, en 1950, en la obra La torre sobre el gallinero, una adaptación de una obra de Vittorio Calvino. En 1951, triunfa en la película La señora de Fátima dirigida por Rafael Gil. 
El 29 de julio de 1989, muere en el Hospital Ramón y Cajal de Madrid, siendo posteriormente incinerado.